# Dreyfus ou l'Intolérable Vérité
Pour les articles homonymes, voir L'Affaire Dreyfus.
Pour plus de détails, voir Fiche technique et Distribution.
Dreyfus ou l'Intolérable Vérité est un film documentaire français réalisé par Jean A. Chérasse, sorti en 1975

## Synopsis
L'affaire Dreyfus relatée à partir de documents d'archives, de récits d'historiens et de témoignages de personnalités. Analyse historique et politique.

## Fiche technique
- Titre : Dreyfus ou l'Intolérable Vérité
- Réalisation : Jean A. Chérasse
- Assistant-réalisateur : Xavier Castano
- Collaboration artistique : Guylaine Guidez
- Commentaire : Jean A. Chérasse (voix de Jean-Claude Brialy, Jacques Charrier et Colette Lecourt)
- Photographie : Georges Barsky , Charley Recors et Ken Legargeant
- Montage : Cécile Decugis
- Musique : Jean-Pierre Doering
- Son : Christian Bourqui
- Producteur : Jacques Charrier
- Société de production : Les Films Marquise
- Production exécutive : SGP (Romaine Legargeant)
- Pays d'origine :  France
- Genre : film-collage, pamphlet contre l'antisémitisme
- Durée : 90 minutes (1 h 30)
- Dates de sortie :
  -  France : 5 février 1975

## Récompenses et distinctions
- Prix Méliès du film documentaire
- Médaille de l'Assemblée nationale